# Decisione al tramonto
Decisione al tramonto (Decision at Sundown) è un film del 1957 diretto da Budd Boetticher.
È un western statunitense con Randolph Scott, John Carroll e Karen Steele. È basato sul romanzo del 1955 Decision at Sundown di Vernon L. Fluharty (pseudonimo di Michael Carder).

## Produzione
Il film, diretto da Budd Boetticher su una sceneggiatura di Charles Lang, Jr. e un soggetto di Vernon L. Fluharty, fu prodotto da Harry Joe Brown per la Columbia Pictures tramite la Scott-Brown Productions e girato a Agoura, California, dal 1º al 24 aprile 1957.

## Distribuzione
Il film fu distribuito con il titolo Decision at Sundown negli Stati Uniti dal 10 novembre 1957 al cinema dalla Columbia Pictures.
Altre distribuzioni:
- in Finlandia il 4 aprile 1958 (Rajaseudun kostaja)
- in Svezia il 21 aprile 1958 (Desperat hämnare)
- in Germania Ovest l'8 agosto 1958 (Fahrkarte ins Jenseits)
- in Austria nel gennaio del 1959 (Fahrkarte ins Jenseits)
- in Messico il 2 gennaio 1959 (Día de justicia)
- in Italia il 30 agosto 2007 (festival del cinema di Venezia)
- in Francia il 19 ottobre 2010 (in DVD)
- in Grecia il 17 novembre 2012 (Panorama of European Cinema)
- in Brasile (Entardecer Sangrento)
- in Spagna (Cita en Sundown)
- in Francia (Décision à Sundown)
- in Grecia (I ora tis ekdikiseos)
- in Italia (Decisione al tramonto)
- nei Paesi Bassi (Met getrokken pistolen)
- in Norvegia (Oppgjørets dag)
- in Polonia (Jeden dzien w Sundown)

## Critica
Secondo il Morandini il film è caratterizzato da una "assenza di introspezione psicologica, di folclore, di motivazioni storiche o sociali" in cui l'unico conflitto esistente è quello tra due persone, non tra due idee stilizzate di bene e di male.